# HD 165861
HD 165861，又名CP-70 2507，SAO 257575、HR 6774，是一颗恒星，视星等为6.73，位于銀經323.56，銀緯-22.54，其B1900.0坐标为赤經18h 2m 54.1s，赤緯-70° -22.54′ 18″。